# Stevenia sergievskajae
Stevenia sergievskajae là một loài thực vật có hoa trong họ Cải. Loài này được (Krasnob.) Kamelin & Gubanov miêu tả khoa học đầu tiên năm 1986.